# Bondues
Bondues là một xã trong vùng Hauts-de-France, thuộc tỉnh Nord, quận Lille, tổng Marcq-en-Barœul. Tọa độ địa lý của xã là 50° 42' vĩ độ bắc, 03° 05' kinh độ đông. Bondues nằm trên độ cao trung bình là 37 mét trên mực nước biển, có điểm thấp nhất là 18 mét và điểm cao nhất là 53 mét. Xã có diện tích 13,05 km², dân số vào thời điểm 1999 là 10.680 người; mật độ dân số là 818 người/km².

## Thông tin nhân khẩu
| 1962  | 1968  | 1975  | 1982  | 1990   | 1999   |
| ----- | ----- | ----- | ----- | ------ | ------ |
| 3.574 | 3.961 | 6.706 | 8.840 | 10 281 | 10 680 |